# La Chevallerais

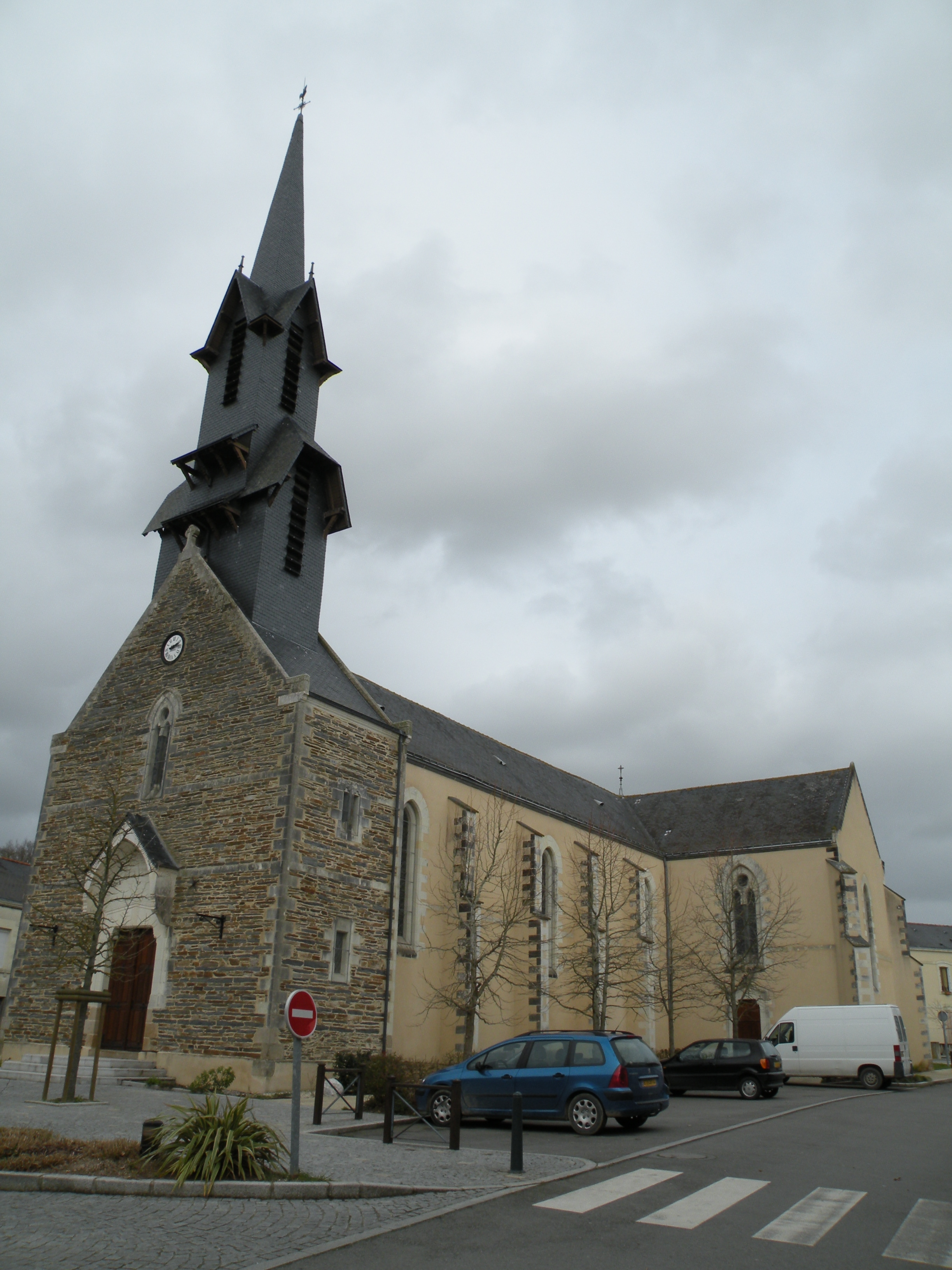
Kościół w La Chevallerais

La Chevallerais – miejscowość i gmina we Francji, w regionie Kraj Loary, w departamencie Loara Atlantycka.
Według danych na rok 2010 gminę zamieszkiwało 1377 osób, a gęstość zaludnienia wynosiła 135 osób/km².